# Їржиго з Подєбрад (станція метро)
50°04′40″ пн. ш. 14°27′01″ сх. д. / 50.07778° пн. ш. 14.45028° сх. д.
Їржиго з Подєбрад (чеськ. Jiřího z Poděbrad) — станція Празького метрополітену. Розташована на лінії A між станціями «Наместі Миру» і «Флора».

## Історія і походження назви
Станція була відкрита 19 грудня 1980 року у складі пускової дільниці ліниї A «Наместі Миру» — «Желівськего». Названа по розташуванню на площі Їржі з Подебрад на честь середньовічного короля.

## Цікаві місця поруч із станцією
На площі, де розташовується вхід на станцію, знаходиться Церква Пресвятого Серця Господня на Винограді. У декількох сотнях метрів знаходиться Жіжковська телевізійна вежа, яка є найвищою спорудою на території Чехії.

## Характеристика
Конструкція станції — пілонна (глибина закладення — 45 м) трисклепінна з однією острівною платформою. На станції працюють два ескалатори. Довжина станції - 107 м. Єдиний вихід зі станції веде в підземний вестибюль. На будівництво станції було витрачено 264 мільйони чеських крон.

### Пожежа на станції
У 2001 році на станції сталася пожежа. У 1990-х роках архітектура станції (як і багатьох інших станцій в Празі) була зіпсована появою рекламних щитів і екранів. У 2008 році було замінено освітлення платформ.